# ニコライ・アクショーネンコ
ニコライ・エメリヤノヴィチ・アクショーネンコ（アクショネンコ、ロシア語: Николай Емельянович Аксёненко、ラテン文字表記の例：Nikolai Emelyanovich Aksënenko、1949年3月15日 - 2005年7月20日）は、ロシアの鉄道官僚出身の政治家。
ノヴォシビルスク州生まれ。飛行機工場勤務の後、ノヴォシビルスク鉄道技術大学（鉄道技師専門学校）で学ぶ。東シベリア、極東など鉄道現場で勤務し、幹部にまで登ったたたき上げである。
1990年に国民経済アカデミーを卒業。1994年9月鉄道省次官、1996年11月鉄道省第一次官を歴任し、1997年4月鉄道相。1999年5月21日セルゲイ・ステパーシン内閣で第一副首相となる。
アクショーネンコは、無名の存在であったが、第一副首相就任に伴い、寡頭資本家（オリガルヒ）ボリス・ベレゾフスキーとの強い関係がクローズアップされ、ボリス・エリツィン大統領の家族を中心とする側近グループ（セミヤー）の中核を占める政治家となった。アクショーネンコは、ロシア鉄道省のボスであり、鉄道省そのものが巨大な現業官庁として一大独占体と見なすことができる。ロシア鉄道省とベレゾフスキーの率いるロゴバス・グループ（ロゴヴァズ・グループ）とは密接な関係にあり、アクショーネンコの第一副首相就任はベレゾフスキーによって推薦されたと観測されている。事実、アクショーネンコは、ステパーシン首相が、閣僚名簿をエリツィンに提出した際にエリツィンの傍らに侍立し、自ら経済政策全般を指導すると称して、第一副首相の一人制を主張するなど、政治的力量に欠けるステパーシンを凌駕する権勢を振るった。
しかし、1999年12月31日のエリツィンの大統領辞任によって事態は一転。ウラジーミル・プーチン大統領によって第一副首相を解任され、鉄道相となるが、新興財閥との結びつきとセミヤーの勢力を抑制し始めたプーチンによってねらい打ちにされる。2001年10月に職権乱用容疑で起訴され、2002年1月に鉄道相も解任された。
2005年7月20日、ドイツの病院で死去。